# Delin'ja
La Delin'ja (in russo Делинья?) è un fiume della Russia siberiana orientale, affluente di destra del Tompo (bacino idrografico dell'Aldan). Scorre nel Tomponskij ulus della Sacha-Jakuzia.
Nasce dai rilievi dell'altopiano dell'Ėl'gi, fra l'estremità nordoccidentale dei monti Suntar-Chajata e il versante meridionale dei monti Čerskij; scorre dapprima con direzione occidentale, successivamente meridionale, in una zona montuosa ricca di laghi (circa 860 nel bacino); a poca distanza dalla sorgente attraversa il lago omonimo. La lunghezza del fiume è di 357 km, il bacino imbrifero è di 12 500 km². Riceve, fra gli altri, gli affluenti Sin'gjami (82 km) dalla sinistra idrografica, Noluču (96 km) e Imnekan (92 km) dalla destra. Sfocia nel Tompo nel suo medio corso, a 286 km dalla foce, senza incontrare nessun centro urbano di rilievo.
Il fiume è ghiacciato, mediamente, dalla metà di ottobre a fine maggio.